# Fullerite
La fullerite è un minerale e un elemento nativo non riconosciuto dall'Associazione Mineralogica Internazionale (IMA) perché pubblicata prima della sua approvazione, con composizione chimica Co60.

## Etimologia e storia
La fullerite prende il nome da Richard Buckminster Fuller, l'architetto statunitense che inventò la cupola geodetica che ha forma simile alle molecole dei fullereni.

## Classificazione
Nella Classificazione Strunz-mindat, curata dal database "mindat.org", elenca la fullerite nella classe "1. Elementi nativi (metalli e leghe intermetalliche; metalloidi e non metalli; carburi, siliciuri, nitruri, fosfuri)" e nella sottoclasse "1.C Metalloidi e non metalli"; qui è nella sezione "1.CB Famiglia del carbonio-silicio" dove forma il sistema nº 1.CB.05c.
Nella Sistematica dei lapis (Lapis-Systematik) di Stefan Weiß la fullerite si trova nella classe degli "elementi (nativi)" e nella sottoclasse dei "semimetalli e non metalli" dove forma il sistema nº I/B.02 insieme a grafite, chaoite, moissanite, diamante e lonsdaleite.

## Abito cristallino
La fullerite cristallizza nel sistema tetragonale con i parametri reticolari a = 14,22 Å e c = 13,56 Å, oltre ad avere 4 unità di formula per cella unitaria.

## Origine e giacitura
La fullerite è stata oggetto di leggende metropolitane, quale essere un minerale ultraduro, con una durezza persino superiore a quella del diamante. Studi al riguardo hanno dimostrato che è impossibile l'esistenza di tali materiali; infatti la fullerite ha una durezza Mohs pari a 3,5, valore peraltro che designa il minerale come un materiale quasi morbido.
La fullerite comunque è un materiale affatto comune: è stato trovato solo nella regione mineraria di "Mayatas" nel Kazakistan, nella regione mineraria di "Norilsk-Talnakh" nel territorio di Krasnojarsk (Russia) e sono in dubbio i ritrovamenti di Shun'ga, nel Medvež'egorskij rajon, anch'esso in Russia.

## Forma in cui si presenta in natura
La fullerite si presenta in cristalli microscopici, più spesso in aggregati tondeggianti visibili solo al microscopio.
La loro lucentezza è vitrea, con colore nero; anche il colore del suo striscio è nero.